# مارتن كووغان
مارتن كووغان (بالإنجليزية: Martin Coogan)‏ هو مذيع وموسيقي بريطاني، ولد في 16 سبتمبر 1961 في Middleton, Greater Manchester ‏ في المملكة المتحدة.

## وصلات خارجية
- مارتن كووغان على موقع IMDb (الإنجليزية)
- مارتن كووغان على موقع ميوزك برينز (الإنجليزية)
- مارتن كووغان على موقع ديسكوغز (الإنجليزية)
- مارتن كووغان على موقع قاعدة بيانات الفيلم (الإنجليزية)